# Lesath
Lesath (υ Sco / υ Scorpii / 34 Scorpii) es una estrella situada en la constelación de Scorpius de magnitud aparente +2,70. Su nombre, escrito también como Lesuth, parece provenir del árabe Al Las'ah, «el aguijón», pues junto a Shaula (λ Scorpii) está situada al final de la cola del escorpión, justo en el aguijón. Otra posible etimología alude a una corrección errónea por parte de Scaliger —astrónomo francés que conocía el árabe— del término Alascha, del árabe al laţkha («la mancha borrosa»), referente al cercano cúmulo abierto M7.
Lesath es una caliente subgigante azul de tipo espectral B2IV y 22.400 K de temperatura. Muy similar a la ya mencionada Shaula, ambas estrellas forman parte de la gran Asociación estelar de Scorpius-Centaurus —asociación que incluye estrellas visualmente tan alejadas como α Lupi o η Centauri. Incluyendo la importante cantidad de radiación emitida como luz ultravioleta, Lesath brilla con una luminosidad 12.300 veces superior a la luminosidad solar y posee un diámetro 7,5 veces más grande que el del Sol. Catalogada como una estrella Be —tipo de estrellas caracterizadas por tener un disco de materia a su alrededor—, su masa es 10 veces mayor que la masa solar. Ello la sitúa en la línea divisoria entre las estrellas que explotan como supernovas, y las que finalizan su vida como enanas blancas masivas. Se encuentra a 519 años luz del sistema solar.